# Bulbucata
Bulbucata là một xã thuộc hạt Giurgiu, România. Dân số thời điểm năm 2002 là 1708 người.